# Downtown's Dead
Downtown's Dead è un singolo del cantante statunitense Sam Hunt, pubblicato nel 2018.

## Il brano
Il brano, scritto da Sam Hunt, Zach Crowell, Josh Osborne, Shane McAnally e Charlie Handsome, è incluso nel secondo album in studio di Hunt, ovvero Southside (2020).

## Tracce
- Download digitale

1. Downtown's Dead – 3:35